# Gara Nicolina

Gara Nicolina din Iaşi văzută dinspre Bulevardul Nicolae Iorga.

Gara Nicolina este o gară de cale ferată din Iași, aflată în apropiere de Gara Internațională Nicolina.
Spre deosebire de Gara Internațională Nicolina, aici opresc numai trenuri care circulă pe rute naționale.

## Istoric
În anul 1950 s-a construit actuala clădire a Gării Nicolina, cu sală de așteptare, case de bilete și birouri ale personalului CFR. 

## Legături externe
- Mersul Trenurilor de Călători Arhivat în 2 noiembrie 2018, la Wayback Machine.